# Freienstein-Teufen
Freienstein-Teufen är en kommun i distriktet Bülach i kantonen Zürich, Schweiz. Kommunen har 2 379 invånare (2023).
Kommunen består av orterna Freienstein och Teufen.